# Église Sainte-Blandine de Lyon
L'église Sainte-Blandine de Lyon est une église catholique située dans le 2e arrondissement de Lyon.
L'église est construite sous la maîtrise d'œuvre de Clair Tisseur à la fin du XIXe siècle, en style néo-gothique. Elle dessert la population du sud de la presqu'île, au-delà des voies ferrées de Perrache.
Elle vit un double renouveau au début du XXIe siècle, premièrement du fait de la revalorisation du quartier à travers l'opération d'urbanisme de La Confluence, d'autre part du fait d'un renouveau liturgique et spirituel avec le programme « Lyon centre ».

## Histoire de la construction

### Les besoins au début duXIXesiècle
Au milieu du XIXe siècle, la densification progressive du quartier de Perrache rend l'église d'Ainay trop petite pour les besoins de la population locale. Le Conseil municipal réserve, « dans la masse centrale de la place Charles X, du côté du Rhône, une superficie assez considérable pour la construction d´une grande et vaste église dont la face regarderait l´occident » À ses débuts, le bâtiment est si isolé qu'il sera nommé par dérision et par Gaspard André « Sainte-Blandine hors les voûtes » voire « Sainte-Blandine au désert ».
En attendant, il autorise en 1838 la construction d'une chapelle provisoire, mais le projet n'est pas réalisé. En 1841, Mgr Bonald demande à l'abbé Dartigues de fonder une nouvelle paroisse dédiée à sainte Blandine.

### Le projet et les phases de la réalisation

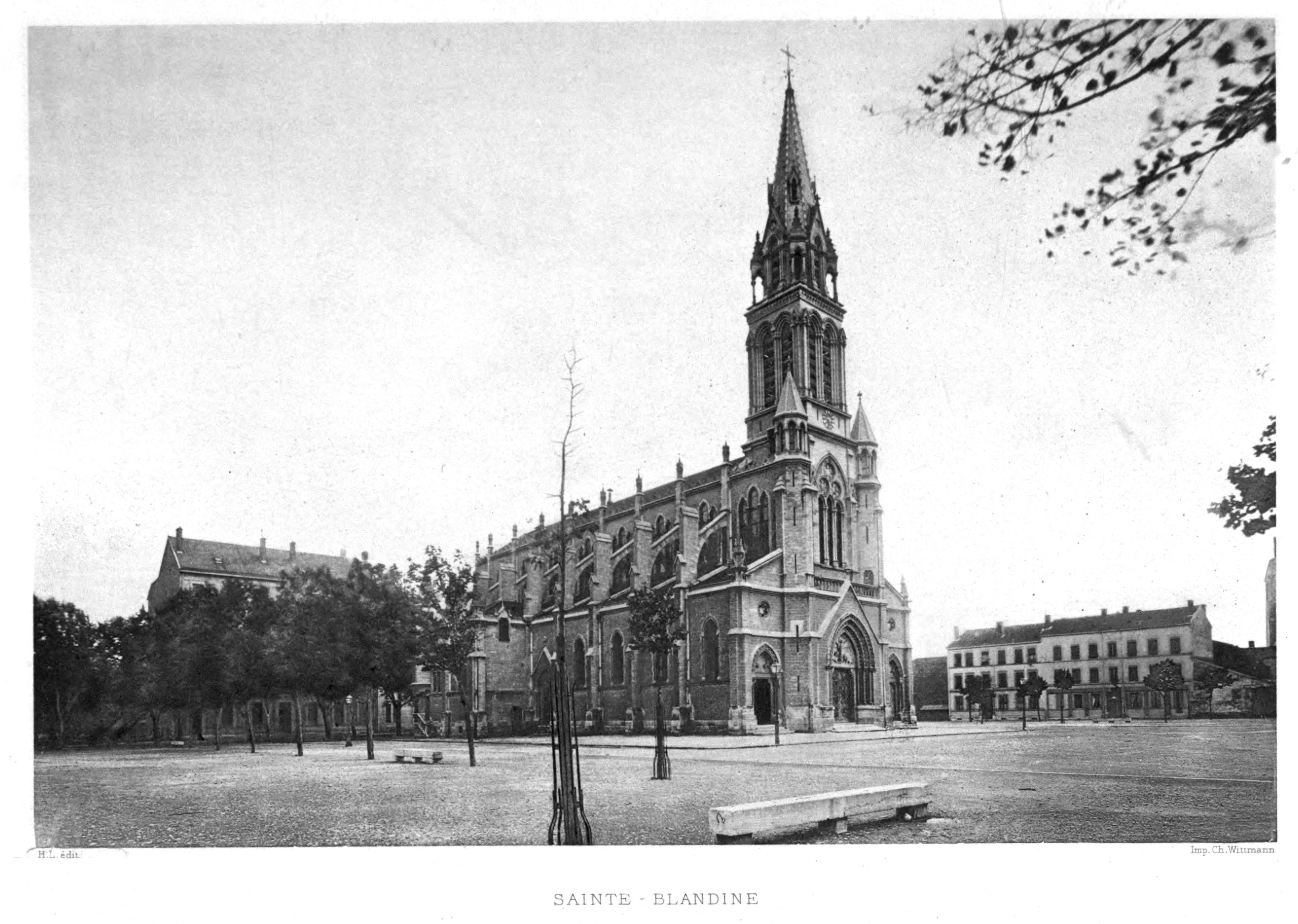
La paroisse dans son cadre urbain au début du XXe siècle.

René Dardel (architecte de la ville de Lyon) et Siméon Ennemond François Hotelard (entrepreneur) lancent un premier projet prévu pour 375 000 francs, mais seules les fondations sont réalisées.
À la mort du père Dartigues (en 1861), c'est le père Merley qui reprend en main le chantier, définissant ses limites (les rues M.A. Petit, Ravat et des Échevins, ce qui correspond à une superficie de 750 m2 tout compris). Le style retenu est néogothique et c'est l'architecte Clair Tisseur, également connu pour avoir réalisé la même année les plans de l'église du bon Pasteur, qui est choisi, alors que l'entrepreneur de maçonnerie est M. Roucheton. La forme retenue est celle d'une flèche octogonale sur tour carrée.
Clair Tisseur insiste sur le choix des matériaux en préconisant notamment les “moellons de Couzon” comme matériau principal de maçonnerie. Le 2 juillet 1863, le Conseil départemental des Bâtiments Civils rend un avis favorable, avec toutefois quelques réserves portant notamment sur « Les clochetons [qui] manquent d'ampleur, [...] la faiblesse des piliers [...] qui séparent les basses nefs de la nef principale... », réserves qui n'empêchent pas la construction.

#### Liste des matériaux préconisés par Clair Tisseur pour la construction de l'église sainte-Blandine
- mœllons de Couzon
- voûtes en tufs
- couverture en tuiles Fox, ardoise, écailles
- pierre de taille :
  - allèges en pierre de Saint-Cyr ou en vieille pierre de Villebois approvisionnée
  - socles en mœllons de Breyna de tous les contreforts extérieurs
  - pierre de Villebois à moulure de tous les socles intérieurs
  - piliers et colonnes en Villebois ordinaire
  - pierre de taille de Tournus ou de Lucenay
  - pierre blanche du Midi des carrières de Saint-Paul
  - carreaudages en mœllons de Couzon de tous les contreforts
  - carreaudage en pierre blanche du Midi
  - mœllons de Couzon pour les façades latérales
  - marches en pierre de Villebois
- Charpente de la flèche en sapin.

Le chantier démarre en avril 1863 pour s'achever en mai 1869. L'inauguration a lieu le 17 mai 1869, pour un coût final de 413 000 francs. Le manque de moyens empêche la réalisation de la flèche initialement prévue ; cette dernière est construite grâce à un don effectué par le père Vindry, curé de la paroisse en 1890. C'est Joseph Étienne Malaval, qui a également pris la suite de Clair Tisseur pour la flèche de l'église du Bon-Pasteur, qui est responsable du chantier. Malaval dessine également une grande partie du mobilier de l'église.
En avril 2017, une mezzanine est officiellement inaugurée afin d'augmenter la capacité d'accueil de l'église et répondre à une affluence de plus en plus forte.

## Agencement

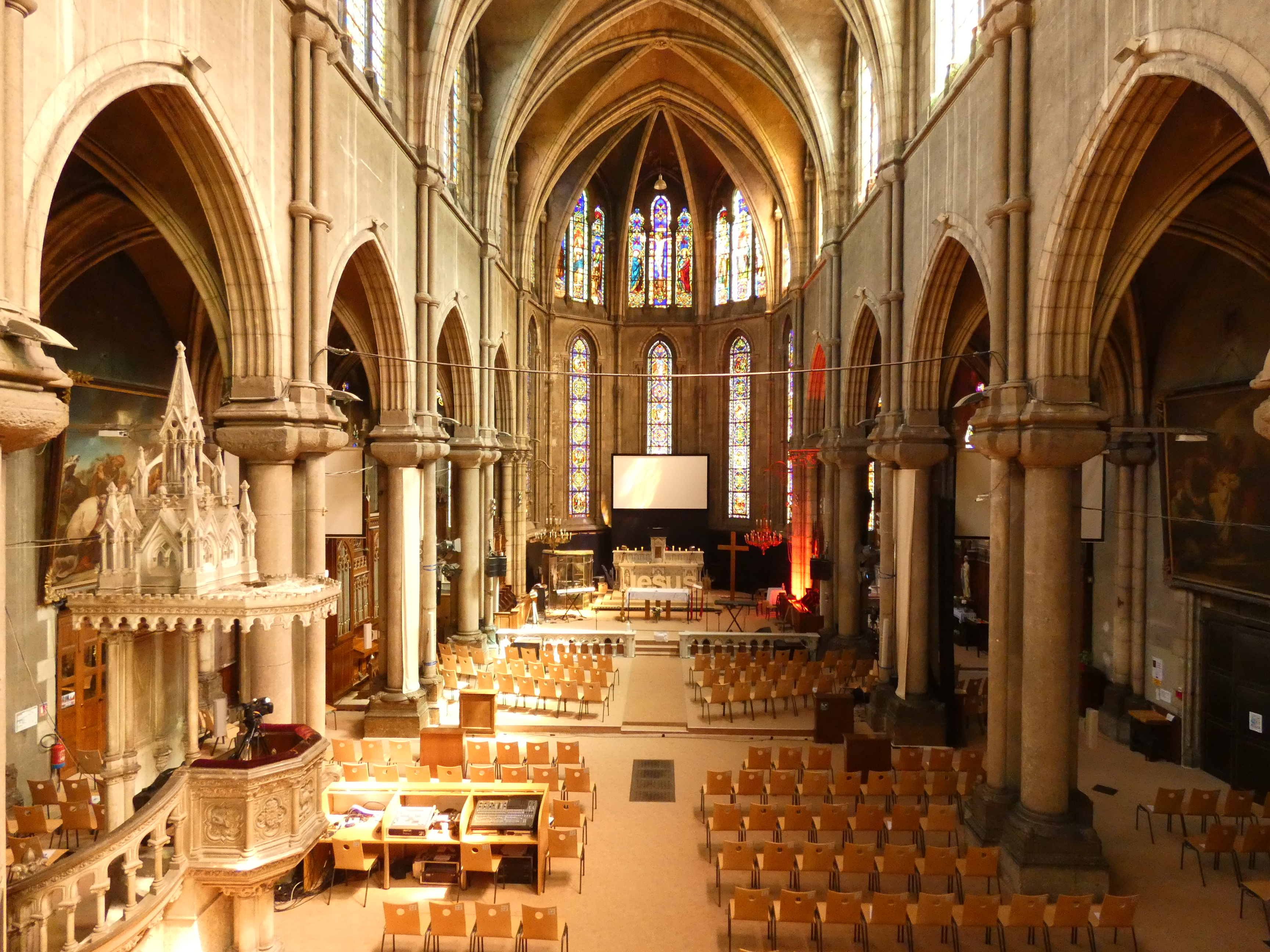
Intérieur de l'église.

Sainte-Blandine est une église à une nef et deux bas-côtés, sans chapelle latérale ni transept. La façade offre une silhouette jugée « assez heureuse » par G. George, accentuée par un habile arrangement de tourelles latérales donnant accès à une galerie régnant au-dessus du porche d'entrée. La sacristie a été intégrée à l'ensemble dès la conception du bâtiment et non rajoutée a posteriori. L'église, comme l'immense majorité des bâtiments construits avant 1905, était concernée par la Loi de séparation des Églises et de l'État et appartient donc à la mairie de Lyon.

## Mobilier et œuvres d'art

### La chaire

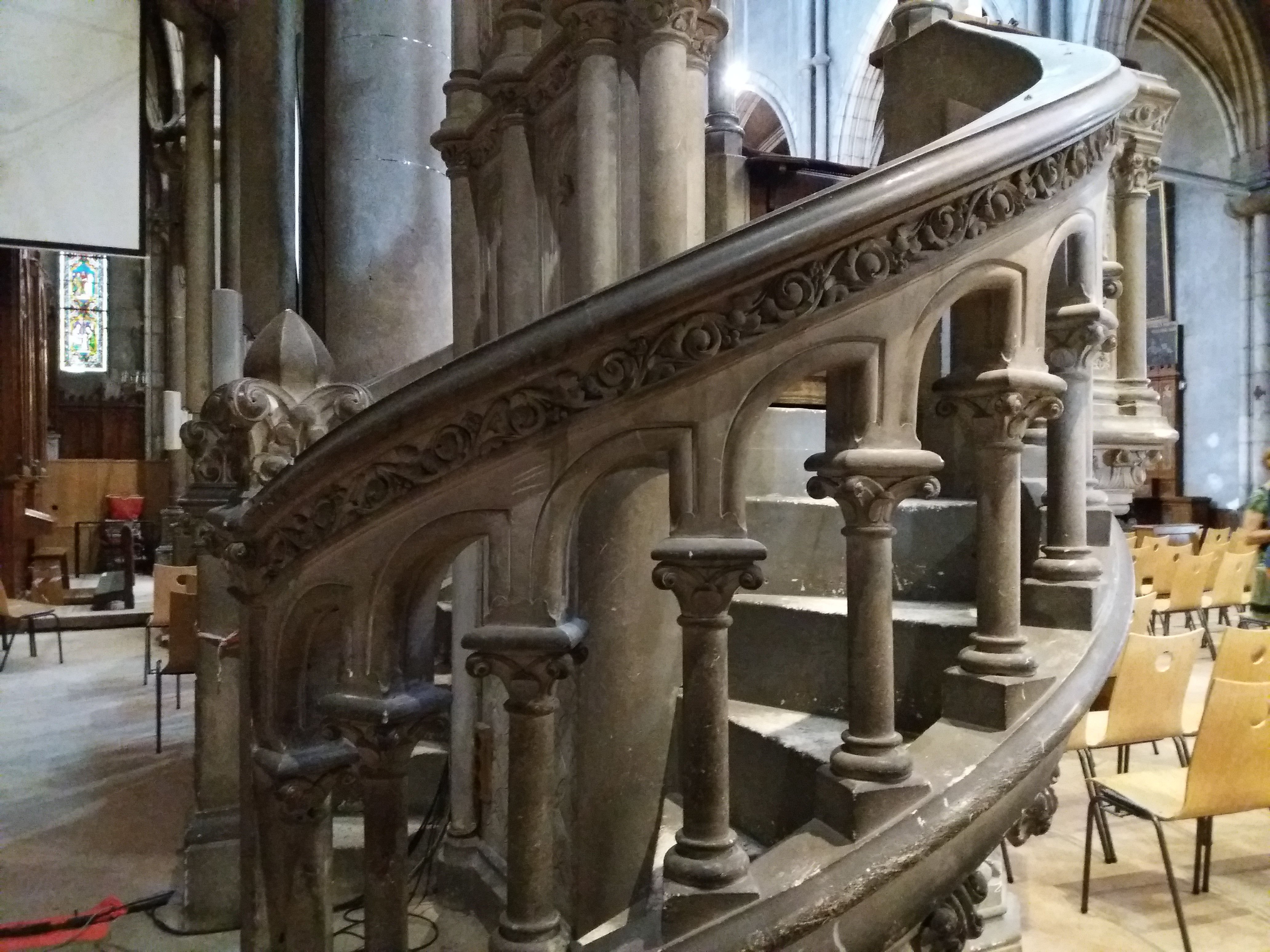
Escalier de la chaire de Sainte-Blandine.

La chaire à prêcher aurait été sculptée par Comparat, sous la direction de Joseph-Étienne Malaval. Elle est soutenue par quatre colonnes dont les chapiteaux sont ornés des symboles des quatre évangélistes (Ange, lion, bœuf et aigle). La chaire elle-même est ornée de cinq hauts-reliefs : les trois symboles de la Trinité encadrant les armoiries du pape Léon XIII et celles de Mgr Foulon.

### Les vitraux
Ces vitraux datent probablement de 1869, car le médaillon no 1 de la baie 4 représente l'église sans sa flèche. La moitié des verrières de l'église fut endommagée par la tempête de grêle du 9 octobre 1911. En 1941, les vitraux n'avaient toujours pas été restaurés. Les vitraux sont l'œuvre de l'atelier Pagnon-Deschelettes.

#### Vitraux du chœur
Mis à part celui qui représente l'église Sainte-Blandine dans son état inachevé, les autres sujets des vitraux du chœur sont :
- Saint Vettius Épagathe, avocat des chrétiens,
- Sainte Blandine et Saint Irénée avec une statue de Vierge à l'Enfant,
- Saint Polycarpe, Saint Pothin et peut-être saint Ponthique[6].

#### Vitraux des chapelles Nord et Sud
Ils représentent respectivement les vies de Jésus-Christ et de la Vierge Marie.

#### Vitraux des bas-côtés[8]
Ils représentent :
- L'éducation de la Vierge ;
- Saint Étienne ;
- Saint Charles Borromée donnant la première communion à saint Louis de Gonzague ;
- Sainte Lucie ;
- Saint François de Sales ;
- Saint Antoine de Padoue portant Jésus enfant ;
- Saint Antoine abbé ;
- Saint Pierre.

## Vie paroissiale et spirituelle

### Lors de la création
La paroisse de sainte-Blandine est détachée de celle de Saint-Martin d'Ainay, qui desservait seule la partie méridionale de la Presqu'île jusqu'alors. Sociologiquement, elle recouvre une réalité très différente, Ainay étant un quartier à dominante bourgeoise voire aristocratique alors que le versant sud des voies ferrées est un espace beaucoup plus populaire, voire pauvre.

### «Lyon centre»
En 2008, le groupe de pop chrétien Glorious s'installe dans l'église Sainte-Croix et propose une formule de soirées hebdomadaires mêlant prière et concert. En 2011, la paroisse est confiée au père David Gréa qui fait venir le groupe à Sainte-Blandine et structure la dynamique paroissiale en la tournant vers la nouvelle évangélisation, notamment en s'appuyant sur une forte communication et un accueil personnalisé des nouveaux arrivants. La formule s'inspire notamment de ce qui est pratiqué dans les megachurches américaines. Le succès est rapide et le nombre de personnes fréquentant la paroisse passe de deux cents en 2011 à mille en 2015,.
La dynamique portée par Glorious est à l'origine d'autres groupes, notamment Hopen.
En décembre 2017, le père Gréa quitte la paroisse ainsi que le sacerdoce pour se marier ; cependant, le programme Lyon centre se poursuit,.

### Maison des Familles
Juste en face de l'église se trouve le centre Familya, anciennement Maison des Familles.

### Sources et liens externes
- L'église paroissiale Saint-Blandine sur le site du Ministère de la Culture (2001)

- Ressources relatives à la religion :   - Clochers de France
  - GCatholic.org
- Ressources relatives à l'architecture :   - Mérimée
  - PSS